# 비안중학교
비안중학교(比安中學校)는 경상북도 의성군 비안면에 있었던 공립 중학교이다.

## 학교 연혁
- 1956.03.22 안계중학교 비안분교 설립인가
- 1956.04.08 안계중학교 비안분교 개교식 거행
- 1959.03.03 제1회 졸업식 거행
- 1964.12.29 비안중학교 설립 인가
- 1965.03.17 비안중학교 개교식 거행
- 1975.05.12 비안고등학교 개교
- 2008.02.29 비안고등학교 폐교
- 2008.03.01 도 지정 시범학교(청렴교육) 운영
- 2011.03.01 제21대 심귀용 교장 취임
- 2012.12.11 의성교육실적보고 체육교육우수표창
- 2012.12.27 제5회 경북 eduTop 공모전 행복학교부문 우수상
- 2014.01.03 2013년도 바른 인성 교육 실천사례연구 우수상
- 2015.02.13 제57회 졸업(졸업생:6명) 누계 4,353명
- 2015.03.02 입학식(신입생 2명 입학)
- 2016.02.29 안평중학교+단밀중학교+비안중학교 통합 및 비안중학교 자리에 기숙형 중학교 경북중부중학교로 통합[1], 60년만에 폐업

## 참고 자료
- 비안중학교 - 한국교육학술정보원 학교알리미